# Lista de aquisições pela THQ Nordic

Logotipo da THQ Nordic, utilizado desde 2016

THQ Nordic é uma publicadora de jogos eletrônicos austríaca que age como uma subsidiária da sociedade holding sueca Embracer Group. Criada em 2011 como Nordic Games, a empresa adquiriu a marca registrada "THQ" em 2014 e mudou seu nome para THQ Nordic em 2016 para melhor refletir seu portfólio. A empresa, bem como sua empresa-mãe e outras entidades agindo em seu nome, adquiriram jogos de outras empresas, que agora são administrados pela THQ Nordic.

## Lista
| Ano  | Título                                            | Vendedor                    | Ref.   |
| ---- | ------------------------------------------------- | --------------------------- | ------ |
| 2011 | AquaNox                                           | JoWooD Entertainment        | [ 1 ]  |
| 2011 | Alien Nations                                     | JoWooD Entertainment        | [ 1 ]  |
| 2011 | Beam Breakers                                     | JoWooD Entertainment        | [ 1 ]  |
| 2011 | Chaser                                            | JoWooD Entertainment        | [ 1 ]  |
| 2011 | Cold Zero                                         | JoWooD Entertainment        | [ 1 ]  |
| 2011 | Europa 1400: The Guild                            | JoWooD Entertainment        | [ 1 ]  |
| 2011 | Freak Out: Extreme Freeride                       | JoWooD Entertainment        | [ 1 ]  |
| 2011 | Gothic (direitos parciais)                        | JoWooD Entertainment        | [ 1 ]  |
| 2011 | Itch!                                             | JoWooD Entertainment        | [ 1 ]  |
| 2011 | K-Hawk: Survival Instinct                         | JoWooD Entertainment        | [ 1 ]  |
| 2011 | Legend of Kay                                     | JoWooD Entertainment        | [ 1 ]  |
| 2011 | Neighbours from Hell                              | JoWooD Entertainment        | [ 1 ]  |
| 2011 | Panzer Elite                                      | JoWooD Entertainment        | [ 1 ]  |
| 2011 | Pusher                                            | JoWooD Entertainment        | [ 1 ]  |
| 2011 | Rally Trophy                                      | JoWooD Entertainment        | [ 1 ]  |
| 2011 | Railroad Pioneer                                  | JoWooD Entertainment        | [ 1 ]  |
| 2011 | Söldner: Secret Wars                              | JoWooD Entertainment        | [ 1 ]  |
| 2011 | Space Force: Rogue Universe                       | JoWooD Entertainment        | [ 1 ]  |
| 2011 | SpellForce                                        | JoWooD Entertainment        | [ 1 ]  |
| 2011 | The Nations                                       | JoWooD Entertainment        | [ 1 ]  |
| 2011 | Yoga Wii                                          | JoWooD Entertainment        | [ 1 ]  |
| 2011 | Zax: The Alien Hunter                             | JoWooD Entertainment        | [ 1 ]  |
| 2011 | Animates                                          | DreamCatcher Interactive    | [ 1 ]  |
| 2011 | Besieger                                          | DreamCatcher Interactive    | [ 1 ]  |
| 2011 | Castleween                                        | DreamCatcher Interactive    | [ 1 ]  |
| 2011 | Domination                                        | DreamCatcher Interactive    | [ 1 ]  |
| 2011 | Dunes of War                                      | DreamCatcher Interactive    | [ 1 ]  |
| 2011 | Dungeon Lords                                     | DreamCatcher Interactive    | [ 1 ]  |
| 2011 | Emergency Fire Response                           | DreamCatcher Interactive    | [ 1 ]  |
| 2011 | Enigma: Rising Tide                               | DreamCatcher Interactive    | [ 1 ]  |
| 2011 | First Battalion                                   | DreamCatcher Interactive    | [ 1 ]  |
| 2011 | Genesis Rising: The Universal Crusade             | DreamCatcher Interactive    | [ 1 ]  |
| 2011 | Harbinger                                         | DreamCatcher Interactive    | [ 1 ]  |
| 2011 | Painkiller (vendida à Deep Silver)                | DreamCatcher Interactive    | [ 1 ]  |
| 2011 | Pax Romana                                        | DreamCatcher Interactive    | [ 1 ]  |
| 2011 | Project Earth: Starmageddon                       | DreamCatcher Interactive    | [ 1 ]  |
| 2011 | Riddle of the Sphinx: An Egyptian Adventure       | DreamCatcher Interactive    | [ 1 ]  |
| 2011 | Rock Manager                                      | DreamCatcher Interactive    | [ 1 ]  |
| 2011 | Safecracker                                       | DreamCatcher Interactive    | [ 1 ]  |
| 2011 | Stealth Combat                                    | DreamCatcher Interactive    | [ 1 ]  |
| 2011 | SuperPower                                        | DreamCatcher Interactive    | [ 1 ]  |
| 2011 | The Forgotten: It Begins                          | DreamCatcher Interactive    | [ 1 ]  |
| 2011 | The Golden Horde                                  | DreamCatcher Interactive    | [ 1 ]  |
| 2011 | Traitors Gate                                     | DreamCatcher Interactive    | [ 1 ]  |
| 2011 | Aura: Fate of the Ages                            | The Adventure Company       | [ 1 ]  |
| 2011 | Crystal Keys                                      | The Adventure Company       | [ 1 ]  |
| 2011 | Dark Fall                                         | The Adventure Company       | [ 1 ]  |
| 2011 | Dead Reefs                                        | The Adventure Company       | [ 1 ]  |
| 2011 | Dracula: Origin                                   | The Adventure Company       | [ 1 ]  |
| 2011 | Echo: Secrets of the Lost Cavern                  | The Adventure Company       | [ 1 ]  |
| 2011 | Evidence: The Last Ritual                         | The Adventure Company       | [ 1 ]  |
| 2011 | Forever Worlds: Enter the Unknown                 | The Adventure Company       | [ 1 ]  |
| 2011 | Hans Christian Andersen: The Ugly Prince Duckling | The Adventure Company       | [ 1 ]  |
| 2011 | Keepsake                                          | The Adventure Company       | [ 1 ]  |
| 2011 | Missing: Since January                            | The Adventure Company       | [ 1 ]  |
| 2011 | MISSING: The 13th Victim                          | The Adventure Company       | [ 1 ]  |
| 2011 | Murder in the Abbey                               | The Adventure Company       | [ 1 ]  |
| 2011 | Mysterious Journey II                             | The Adventure Company       | [ 1 ]  |
| 2011 | Next Life                                         | The Adventure Company       | [ 1 ]  |
| 2011 | NiBiRu: Age of Secrets                            | The Adventure Company       | [ 1 ]  |
| 2011 | Outcry                                            | The Adventure Company       | [ 1 ]  |
| 2011 | Post Mortem                                       | The Adventure Company       | [ 1 ]  |
| 2011 | Return to Mysterious Island                       | The Adventure Company       | [ 1 ]  |
| 2011 | Safecracker: The Ultimate Puzzle Adventure        | The Adventure Company       | [ 1 ]  |
| 2011 | Sentinel: Descendants in Time                     | The Adventure Company       | [ 1 ]  |
| 2011 | The Black Mirror                                  | The Adventure Company       | [ 1 ]  |
| 2011 | The Book of Unwritten Tales                       | The Adventure Company       | [ 1 ]  |
| 2011 | The Cameron Files                                 | The Adventure Company       | [ 1 ]  |
| 2011 | The Raven                                         | The Adventure Company       | [ 1 ]  |
| 2011 | Egypt III: The Egyptian Prophecy                  | The Adventure Company       | [ 1 ]  |
| 2011 | The Experiment                                    | The Adventure Company       | [ 1 ]  |
| 2011 | The Moment of Silence (direitos parciais)         | The Adventure Company       | [ 1 ]  |
| 2011 | The Mystery of the Mummy                          | The Adventure Company       | [ 1 ]  |
| 2011 | The Omega Stone: Riddle of the Sphinx II          | The Adventure Company       | [ 1 ]  |
| 2011 | Aura II: The Sacred Rings                         | The Adventure Company       | [ 1 ]  |
| 2011 | Traitors Gate 2: Cypher                           | The Adventure Company       | [ 1 ]  |
| 2011 | Voyage: Inspired by Jules Verne                   | The Adventure Company       | [ 1 ]  |
| 2013 | All Star Cheer Squad                              | THQ                         | [ 4 ]  |
| 2013 | All Star Karate                                   | THQ                         | [ 4 ]  |
| 2013 | Alter Echo                                        | THQ                         | [ 4 ]  |
| 2013 | Baja: Edge of Control                             | THQ                         | [ 4 ]  |
| 2013 | Battle of the Bands                               | THQ                         | [ 4 ]  |
| 2013 | Beat City                                         | THQ                         | [ 4 ]  |
| 2013 | Big Beach Sports                                  | THQ                         | [ 4 ]  |
| 2013 | Big Family Games                                  | THQ                         | [ 4 ]  |
| 2013 | Crawler                                           | THQ                         | [ 4 ]  |
| 2013 | Darksiders                                        | THQ                         | [ 4 ]  |
| 2013 | de Blob                                           | THQ                         | [ 4 ]  |
| 2013 | Deadly Creatures                                  | THQ                         | [ 4 ]  |
| 2013 | Deep Six                                          | THQ                         | [ 4 ]  |
| 2013 | Destroy All Humans!                               | THQ                         | [ 4 ]  |
| 2013 | Dood's Big Adventure                              | THQ                         | [ 4 ]  |
| 2013 | Elements of Destruction                           | THQ                         | [ 4 ]  |
| 2013 | Fantastic Pets                                    | THQ                         | [ 4 ]  |
| 2013 | Frontlines: Fuel of War                           | THQ                         | [ 4 ]  |
| 2013 | Full Spectrum Warrior                             | THQ                         | [ 4 ]  |
| 2013 | Juiced                                            | THQ                         | [ 4 ]  |
| 2013 | Lock's Quest                                      | THQ                         | [ 4 ]  |
| 2013 | MX vs. ATV                                        | THQ                         | [ 4 ]  |
| 2013 | Neighborhood Games                                | THQ                         | [ 4 ]  |
| 2013 | Pax Imperia: Eminent Domain                       | THQ                         | [ 4 ]  |
| 2013 | Red Faction (vendida à Deep Silver)               | THQ                         | [ 4 ]  |
| 2013 | Splashdown                                        | THQ                         | [ 4 ]  |
| 2013 | Stuntman                                          | THQ                         | [ 4 ]  |
| 2013 | Summoner                                          | THQ                         | [ 4 ]  |
| 2013 | Terranium                                         | THQ                         | [ 4 ]  |
| 2013 | The Outfit                                        | THQ                         | [ 4 ]  |
| 2013 | Titan Quest                                       | THQ                         | [ 4 ]  |
| 2013 | uDraw                                             | THQ                         | [ 4 ]  |
| 2013 | World of Zoo                                      | THQ                         | [ 4 ]  |
| 2013 | Desperados: Wanted Dead or Alive                  | Atari                       | [ 5 ]  |
| 2013 | Desperados 2: Cooper's Revenge                    | Atari                       | [ 5 ]  |
| 2013 | Silver                                            | Atari                       | [ 5 ]  |
| 2014 | Codename: Panzers – Cold War                      | Make Projects               | [ 6 ]  |
| 2014 | 15 Days                                           | DTP Entertainment           | [ 7 ]  |
| 2014 | Curse of the Ghost Ship                           | DTP Entertainment           | [ 7 ]  |
| 2014 | Overclocked: A History of Violence                | DTP Entertainment           | [ 7 ]  |
| 2014 | The Moment of Silence (direitos totais)           | DTP Entertainment           | [ 7 ]  |
| 2014 | The Mystery of the Druids                         | DTP Entertainment           | [ 7 ]  |
| 2015 | Men of Valor                                      | 2015 Games                  | [ 8 ]  |
| 2015 | Bridge Project                                    | bitComposer Entertainment   | [ 9 ]  |
| 2015 | Citadels                                          | bitComposer Entertainment   | [ 9 ]  |
| 2015 | Jagged Alliance                                   | bitComposer Entertainment   | [ 9 ]  |
| 2015 | North & South                                     | bitComposer Entertainment   | [ 9 ]  |
| 2015 | Panzer Tactics DS                                 | bitComposer Entertainment   | [ 9 ]  |
| 2015 | Panzer Tactics HD                                 | bitComposer Entertainment   | [ 9 ]  |
| 2015 | Thunder Wolves                                    | bitComposer Entertainment   | [ 9 ]  |
| 2015 | Nexus: The Jupiter Incident                       | HD Publishing               | [ 10 ] |
| 2015 | Codename: Panzers                                 | NeocoreGames                | [ 6 ]  |
| 2015 | Impossible Creatures                              | Relic Entertainment         | [ 11 ] |
| 2016 | Bang Bang Racing                                  | Digital Reality             | [ 12 ] |
| 2016 | Black Knight Sword                                | Digital Reality             | [ 12 ] |
| 2016 | Imperium Galactica                                | Digital Reality             | [ 12 ] |
| 2016 | Liberty Wings                                     | Digital Reality             | [ 12 ] |
| 2016 | Sine Mora                                         | Digital Reality             | [ 12 ] |
| 2016 | Scarabeus: Pearls of Nile                         | Digital Reality             | [ 12 ] |
| 2016 | SkyDrift                                          | Digital Reality             | [ 12 ] |
| 2016 | Ubrain                                            | Digital Reality             | [ 12 ] |
| 2016 | Armored Fist                                      | NovaLogic                   | [ 13 ] |
| 2016 | Black Fire                                        | NovaLogic                   | [ 13 ] |
| 2016 | Delta Force                                       | NovaLogic                   | [ 13 ] |
| 2016 | Comanche                                          | NovaLogic                   | [ 13 ] |
| 2016 | F-16 Multirole Fighter                            | NovaLogic                   | [ 13 ] |
| 2016 | F-22                                              | NovaLogic                   | [ 13 ] |
| 2016 | Jigsaw: The Ultimate Electronic Puzzle            | NovaLogic                   | [ 13 ] |
| 2016 | Joint Operations: Typhoon Rising                  | NovaLogic                   | [ 13 ] |
| 2016 | MiG-29 Fulcrum                                    | NovaLogic                   | [ 13 ] |
| 2016 | Tachyon: The Fringe                               | NovaLogic                   | [ 13 ] |
| 2016 | Ultrabots                                         | NovaLogic                   | [ 13 ] |
| 2016 | Wolfpack                                          | NovaLogic                   | [ 13 ] |
| 2016 | Sphinx and the Cursed Mummy                       | Mobile Gaming Studios       | [ 14 ] |
| 2016 | Legends of War                                    | Enigma Software Productions | [ 14 ] |
| 2016 | War Leaders: Clash of Nations                     | Enigma Software Productions | [ 14 ] |
| 2017 | Rad Rodgers                                       | Slipgate Studios            | [ 15 ] |
| 2017 | Giana Sisters                                     | Black Forest Games          | [ 16 ] |
| 2017 | Helldorado                                        | Black Forest Games          | [ 16 ] |
| 2017 | Rogue Stormers                                    | Black Forest Games          | [ 16 ] |
| 2017 | Fret Nice                                         | Pieces Interactive          | [ 17 ] |
| 2017 | Kill to Collect                                   | Pieces Interactive          | [ 17 ] |
| 2017 | Puzzlegeddon                                      | Pieces Interactive          | [ 17 ] |
| 2017 | Robo Surf                                         | Pieces Interactive          | [ 17 ] |
| 2017 | Roby Tumbler                                      | Pieces Interactive          | [ 17 ] |
| 2017 | Biomutant                                         | Experiment 101              | [ 18 ] |
| 2018 | 1940s                                             | HandyGames                  | [ 19 ] |
| 2018 | Aces of the Luftwaffe                             | HandyGames                  | [ 19 ] |
| 2018 | Aporkalypse                                       | HandyGames                  | [ 19 ] |
| 2018 | Bouncing Bandit                                   | HandyGames                  | [ 19 ] |
| 2018 | Clouds & Sheep                                    | HandyGames                  | [ 19 ] |
| 2018 | Devils & Demons                                   | HandyGames                  | [ 19 ] |
| 2018 | Dynamite Fishing                                  | HandyGames                  | [ 19 ] |
| 2018 | Farm Invasion USA                                 | HandyGames                  | [ 19 ] |
| 2018 | Epic Battle Dude                                  | HandyGames                  | [ 19 ] |
| 2018 | Guns'n'Glory                                      | HandyGames                  | [ 19 ] |
| 2018 | Happy Vikings                                     | HandyGames                  | [ 19 ] |
| 2018 | Hidden Temple                                     | HandyGames                  | [ 19 ] |
| 2018 | I Slay Zombies                                    | HandyGames                  | [ 19 ] |
| 2018 | infeCCt                                           | HandyGames                  | [ 19 ] |
| 2018 | My Fitness                                        | HandyGames                  | [ 19 ] |
| 2018 | Ninja Hero Cats                                   | HandyGames                  | [ 19 ] |
| 2018 | Panzer Panic                                      | HandyGames                  | [ 19 ] |
| 2018 | Photo Party Puzzle                                | HandyGames                  | [ 19 ] |
| 2018 | Pick by Watch                                     | HandyGames                  | [ 19 ] |
| 2018 | Rocket Island                                     | HandyGames                  | [ 19 ] |
| 2018 | Save the Puppies                                  | HandyGames                  | [ 19 ] |
| 2018 | Stage Dive Legends                                | HandyGames                  | [ 19 ] |
| 2018 | Stunt Kite Masters                                | HandyGames                  | [ 19 ] |
| 2018 | Super Party Sports                                | HandyGames                  | [ 19 ] |
| 2018 | Townsmen                                          | HandyGames                  | [ 19 ] |
| 2018 | Vegas Fruit Slots                                 | HandyGames                  | [ 19 ] |
| 2018 | Watch Face                                        | HandyGames                  | [ 19 ] |
| 2018 | Second Sight (direitos totais)                    | Crytek                      | [ 20 ] |
| 2018 | TimeSplitters (vendida à Deep Silver)             | Crytek                      | [ 20 ] |
| 2018 | Kingdoms of Amalur: Reckoning                     | 38 Studios                  | [ 22 ] |
| 2018 | Act of War                                        | Atari                       | [ 23 ] |
| 2018 | Alone in the Dark                                 | Atari                       | [ 23 ] |
| 2018 | Wreckfest                                         | Bugbear Entertainment       | [ 24 ] |
| 2018 | Expeditions: Conquistador                         | Logic Artists               | [ 25 ] |
| 2018 | Expeditions: Viking                               | Logic Artists               | [ 25 ] |
| 2018 | Carmageddon                                       | Stainless Games             | [ 26 ] |
| 2019 | Outcast                                           | Appeal                      | [ 27 ] |
| 2019 | ELEX                                              | Piranha Bytes               | [ 28 ] |
| 2019 | Gothic (direitos totais)                          | Piranha Bytes               | [ 28 ] |
| 2019 | Risen (direitos totais)                           | Piranha Bytes               | [ 28 ] |
| 2019 | Chronos                                           | Gunfire Games               | [ 29 ] |
| 2019 | Dead and Buried                                   | Gunfire Games               | [ 29 ] |
| 2019 | From Other Suns                                   | Gunfire Games               | [ 29 ] |
| 2019 | Remnant: From the Ashes                           | Gunfire Games               | [ 29 ] |
| 2020 | Rush for Berlin                                   | Deep Silver/Koch Media      | [ 2 ]  |
| 2020 | Sacred                                            | Deep Silver/Koch Media      | [ 2 ]  |
| 2020 | Singles: Flirt Up Your Life                       | Deep Silver/Koch Media      | [ 2 ]  |